# Rivière de la Tête à l'Ours
Pour les articles homonymes, voir Ours.
La rivière de la Tête à l’Ours est un affluent de la rive est de la rivière Trenche, coulant en formant un grand U ouvert vers le sud, dans le territoire non organisé de Lac-Ashuapmushuan, dans la municipalité régionale de comté (MRC) Le Domaine-du-Roy, dans la région administrative de Saguenay-Lac-Saint-Jean, au Québec, au Canada. Ce cours d'eau fait partie du bassin versant de la rivière Saint-Maurice laquelle se déverse à Trois-Rivières sur la rive nord du fleuve Saint-Laurent.
L’activité économique du bassin versant de la Rivière de la Tête à l’Ours est la foresterie. Le cours de la rivière coule entièrement en zones forestières. La surface de la rivière est généralement gelée de la mi-décembre à la fin mars.
La partie supérieure de la rivière est desservie par le « chemin de la Branche-Ouest » qui longe le côté nord-est de la rivière.

## Géographie
La rivière de la Tête à l’Ours prend sa source à l’embouchure du lac Jolivette (longueur : km ; altitude : 538 m), situé dans le territoire non organisé de Lac-Ashuapmushuan. Ce lac de tête est formé en trois parties. Il reçoit ses eaux du côté est des décharges des lac Louise et Joli ; et du côté nord, de la décharge de Les Trois Lacs.
La rivière de la Tête à l’Ours coule sur 38,0 km, selon les segments suivants :
Cours supérieur de la rivière (segment de 20,4 km)
À partir du lac Jolivette, la rivière de la Tête à l’Ours coule sur :
- 1,4 km vers le nord-ouest en traversant le lac du Bison (altitude : 532 m) sur 0,7 km, jusqu’à son embouchure ;
- 4,1 km vers le nord en traversant le lac des Trèfles (altitude : 531 m) sur 2,1 km constitué par l’élargissement de la rivière, puis le lac Judson (altitude : 531 m) sur 1,0 km, jusqu’à son embouchure ;
- 1,9 km vers le nord jusqu’à la rive sud du lac de la Montagne ;
- 3,6 km vers le nord en traversant le lac de la Montagne (altitude : 524 m) sur 2,3 km et le lac du Bout (altitude : 524 m) sur 0,5 km, jusqu’à son embouchure ;
- 3,9 km vers le nord-ouest, jusqu’à la décharge des lacs Cloutier et Delandre (venant du nord) ;
- 3,2 km vers le nord-ouest, jusqu’à un ruisseau (venant du nord) ;
- 2,3 km vers le sud-ouest en traversant le lac du Nuage (altitude : 501 m) sur 0,1 km et le lac Potvin (altitude : 492 m) sur 0,9 km, jusqu’à son embouchure.

Cours inférieur de la rivière (segment de 17,6 km)
À partir de l'embouchure du lac Potvin, la rivière de la Tête à l’Ours coule sur :
- 5,9 km vers le sud-ouest en formant une grande courbe orientée vers le nord en traversant quelques petits lacs sans nom, jusqu’à la rive nord du lac Crochu ;
- 1,4 km vers le sud, en traversant le lac Crochu (altitude : 482 m) sur 0,7 km et le lac Georgette (altitude : 482 m) sur 0,6 km, jusqu’à son embouchure ;
- 6,4 km vers le sud-est, jusqu’au ruisseau Baquet (venant du sud-est) ;
- 1,1 km vers le sud-ouest, en traversant le lac Renelle (altitude : 467 m) sur 0,1 km, jusqu’à son embouchure ;
- 2,8 km vers le sud-ouest en contournant une montagne par le nord-ouest, jusqu’à la confluence de la rivière[2].

La rivière de la Tête à l’Ours se déverse sur la rive est de la rivière Trenche. Cette confluence est située à :
- 67,2 km à l'ouest du Lac Saint-Jean ;
- 69,7 km au nord du Réservoir Blanc ;
- 61,9 km au nord du centre-ville de La Tuque.

## Toponymie
Le toponyme rivière de la Tête à l’Ours a été officialisé le 5 décembre 1968 à la Commission de toponymie du Québec.